# 狄班
狄班（1945年11月5日—），亦译迪班，出生于柬埔寨国公省国公县戈卡沙劳村，中泰混血儿。前任柬埔寨国家副总理兼国防大臣，2003年代表柬埔寨人民党当选暹粒省国会议员。

## 家世
狄班本名狄森万，中泰混血儿，父亲名字张德（RTGS: Tea Tek），泰国华人，母亲名陆萍真达（RTGS：Nou Peng Chenda）。狄班与Tao Toeun女士结婚（RTGS: Tueanchai Thamma-keson），共育有三个孩子：
- 狄暹（Tea Siam）
- 狄弟哈（Tea Tyhas）
- 狄坎哈（Tea Kanha）

## 经历
- 1961年16岁的狄森万在当地担任小学老师，同时还秘密参加了柬泰边境丛林地区的共产革命运动，为藏身森林的革命分子提供粮食补给。1965年，由于身份暴露，狄森万被当地警察逮捕，并要枪毙他，但差点踏入鬼门关的他幸免于难，死里逃生，最终藏匿于柬泰边境深林中，正式参加革命斗争。由于当时被枪毙而幸免一死，狄森万从此更名狄班。
- 1993年第一届全国大选后，和狄占拉（Tea Chamrath）出任联合国防大臣。
- 2006年6月27日，出任国防大臣。[1]